# Dysphania antianira
Dysphania antianira là một loài bướm đêm trong họ Geometridae.